# Anna Krauja
Anna Krauja Čena (født 1981 i Riga) er en lettisk lyrisk sopran.
Som 12-årig vandt hun en sangkonkurrence afholdt i Letlands Nationalteater, hvor hun fremførte en sang af den lettiske komponist Imants Kalniņš. Sejren ansporede hende til at blive sanger. Hun studerede på Jāzepa Vītola Latvijas Mūzikas akadēmija (det lettiske musikakademi) og på Sibeliusakademiet. I 2007 spillede hun rollen som Achille i Deidamia på Letlands Nationalopera, og i 2009 spillede hun Dalinda i Ariodante på Alexanderteateret i Helsinki.
Hun optrådte i 2009 solo ved Beigangs Internationale Musikfestival i Taiwan, og hun har spillet musicals, fx fortælleren i Joseph and the Amazing Technicolor Dreamcoat.